# Ertugrul Yildirim
Ertugrul Yildirim (* 17. April 1997) ist ein österreichisch-türkischer Fußballspieler.

## Karriere
Yildirim begann seine Karriere beim SV Völs. Im Mai 2012 debütierte er für Völs in der Tiroler Liga, als er am 29. Spieltag der Saison 2011/12 gegen den FC Kitzbühel in der 65. Minute für Matthias Riedl eingewechselt wurde. Im August 2012 erzielte er bei einem 4:4-Remis gegen den SV Fügen seine ersten beiden Tore für Völs.
Im Jänner 2013 wechselte er zu den drittklassigen Amateuren des FC Wacker Innsbruck. Im Mai 2013 debütierte er für diese in der Regionalliga, als er am 27. Spieltag der Saison 2012/13 gegen den FC Kufstein in der Nachspielzeit für Alexander Gründler eingewechselt wurde.
Nach einem halben Jahr bei Innsbruck kehrte er zur Saison 2013/14 wieder zu Völs zurück. Für den Verein absolvierte er in jener Saison alle 30 Spiele in der Tiroler Liga und erzielte dabei acht Tore. Zur Saison 2014/15 wechselte er zum Ligakonkurrenten SV Kematen. In seinen drei Saisonen bei Kematen kam er in 72 Ligaspielen zum Einsatz und machte dabei 23 Treffer.
Zur Saison 2017/18 schloss er sich dem Regionalligisten SC Schwaz an. Für Schwaz absolvierte er in jener Saison 26 Spiele in der Regionalliga West und erzielte dabei acht Treffer. Zur Saison 2018/19 kehrte er zur inzwischen zweitklassigen Zweitmannschaft von Wacker Innsbruck zurück. Sein Debüt in der 2. Liga gab er im Februar 2019, als er am 16. Spieltag jener Saison gegen den FC Juniors OÖ in der Startelf stand. Zur Saison 2019/20 rückte er in den Kader der ersten Mannschaft von Wacker Innsbruck.
Im Juli 2020 wechselte er während der laufenden Saison 2019/20 zur viertklassigen SPG Silz/Mötz. Bei diesem wurde er dreimal in Folge Torschützenkönig: 2020/21 (18 Tore), 2021/22 (29 Tore) und 2022/23 (31 Tore).